# غزو خليج لينغاين
وقع غزو خليج لينغاين في الفترة الممتدة من 6 إلى 9 يناير 1945 ضمن العملية العسكرية البرمائية التي نفذها الحلفاء في الفلبين خلال الحرب العالمية الثانية. في الصباح الباكر من يوم 6 يناير 1945، بدأت قوة كبيرة تابعة للحلفاء بقيادة الأميرال جيسي بي أولديندورف تحرّكها نحو سواحل لينغاين من خليج لينغاين، عند جزيرة لوزون، ومن مواقعها في خليج لينغاين، راحت السفن الحربية التابعة للبحرية الأمريكية والبحرية الملكية الأسترالية تقصف المواقع اليابانية المشتبه بها على طول ساحل لينغاين لمدة ثلاثة أيام. في يوم «إس دي»، 9 يناير، وصل الجيش الأمريكي السادس إلى مربطٍ على بُعد 25 ميلًا (40 كم) تقريبًا من قاعدة الخليج بين مدينتي لينغاين وسان فابيان.

## خلفية
خلال الحرب العالمية الثانية، ثبتت الأهمية الاستراتيجية لخليج لينغاين باعتباره مسرح حرب بين القوات الأمريكية واليابانية. وكما يظهر في وسط الشكل المرفق، في 22 ديسمبر 1941، نزل الجيش الياباني الرابع عشر –بقيادة الفريق ماساهارو هوما– على السواحل الشمالية الشرقية للخليج، في آجو وكابا، وسانتياغو، وباوانغ، حيث اشتبكوا بعدد من المناوشات القصيرة مع المدافعين، الذين كانوا عبارة عن وحدة عسكرية سيئة التجهيز بغالبها من القوات الأمريكية والفلبينية. نظرًا لضعف القوة المقاومة، نجحت القوات اليابانية الرئيسية في غزو الخليج والتمركز فيه.
في اليوم التالي للهزيمة، أصدر الجنرال دوغلاس ماكارثر أمرًا بالانسحاب من جزيرة لوزون والانحياز إلى مقاطعة باتان. بعد هزيمتهم في معركة باتان، أُجبر الأسرى الأمريكيون والفلبينيون على السير في مسيرة موت باتان، باتجاه كاباس، في تارلاك، على مقربة من العاصمة مانيلا.
بعد محاولة إنشاء حكومة تحالف مستقلة بدعم من القوات الأمريكية بقيادة الجنرال ماكارثر في جزيرة كوريغيدور، هزمت القوات اليابانية القوات الأمريكية والفلبينية المتبقية هناك في معركة كوريغيدور في 6 مايو 1942 وأجبرتها على الاستسلام. في 11 مارس 1942، اصطحب الملازم جون د. بالكلي ماكارثر وعائلته، وموظفيه تنفيذًا للأوامر بالفرار من الفلبين. على مدى السنوات الثلاث التالية، وقبل الإنزال في خليج لينغاين، بقي الخليج تحت الاحتلال الياباني.

## سير العمليات

### القصف
في الفترة الممتدة بين 3 و9 يناير 1945، أبحرت السفن المشاركة في عملية الغزو بقيادة الأميرال أولدندورف في طريق دائري طويل عبر جزر خليج ليت بعد الاستيلاء عليها سابقًا في جنوب شرق الفلبين، والتي تظهر باللون الأزرق مثل فيسايا الشرقية في الخريطة المرفقة، وواصلت إبحارها نحو الغرب جنوبي بيسايا الجنوبية عبر مضيق سورياغو وبحر بوهول. ثم اتجهت السفن شمالًا على طول السواحل الغربية لجزر نيغروس، وباناي، وميندورو الغربية في الفلبين (باللون الأخضر في الخريطة). واتجهت سفن المقدمة لقوة الغزو البحرية للأميرال أولديندورف إلى مدخل خليج لينغاين في جزيرة لوزون، كما يظهر على الخريطة إلى يسار باجيو مباشرة. من مدخل الخليج، رُفعت الألغام من قناتين عموديتين بواسطة كاسحات الألغام، واحدة لمناطق الإنزال التي تنتهي عند قاعدة الخليج، في الغرب على شاطئ لينغاين، والأخرى لمناطق الإنزال التي تنتهي شرق مدينة سان فابيان. أتاحت القاعدة الضيقة لخليج لينغاين مستطيلة الشكل منطقة هبوط صغيرة نسبيًا، بعرض 25–30 ميلًا فقط. إنما لم تحتج قواتها الهجومية لاحتلال طريق بري جنوبًا بطول 100 ميل للوصول إلى عاصمة لوزون مانيلا، كما هو موضح في الخريطة.
بدءًا من ظهر يوم 6 يناير 1945، من موقعها داخل الخليج، بدأت قوات الحلفاء القصف البحري والجوي المكثف على مواقع الدفاعات اليابانية المشتبه بها في خليج لينغاين، وتظهر قاعدة الحلفاء في الشكل أعلاه. ثبت عدم دقة التقديرات بخصوص قوات المقاومة في الساحل والشواطئ الداخلية ضد مناطق الإنزال عند مدخل الخليج، وثبت أن الكثير من عمليات القصف لم يكن لها ضرورة.

### جهود كاسحة الألغام
نفذت فرق الهدم تحت المائية العديد من أعمال الهدم بالقرب من مواقع الإنزال المخطط لها على قاعدة الخليج، لكنها لم تجد أي عوائق على الشاطئ، ولم يواجههم سوى لغم واحد، ولقيت مقاومة غير منظمة. ادعى الرائد البحري دبليو آر لاود، الذي قاد قوة كاسحات ألغام، ادعى أنه عثر على عشرة ألغام أخرى في عمليات التمشيط مع نهاية يوم 7 يناير، رغم أن المعلومات الاستخباراتية للمقاومة الفلبينية قد تكون بالغت في تقدير العدد الألغام الموجودة. كتب سميث أنه من دواعي الدهشة أن عملية التمشيط الاستكشافية السابعة في الصباح «لم تعثر سوى على لغمين عائمين ولا ألغام مربوطة». فيما يبدو، يشير كلا المصدرين إلى عدد ألغام إجمالي بلغ أقل من 10–12 لغمًا، وهو رقمٌ لا يُعتبر كبيرًا لعملية اقتراب من منطقة الإنزال، مع الأخذ بعين الاعتبار الأعداد الكبيرة التي عُثر عليها قبالة شواطئ جزيرة إيو جيما. لدى تمشيط قنوات اقتراب السفن، وُضعت عوامات لتحديد المناطق التي يمكن للسفن أن تقترب منها أو ترسو فيها بأمان من خطر الألغام التماس.
أدّت سفن التمشيط دورها بكفاءة وشجاعة رغم كونها هدفًا دائمًا للهجمات الجوية، التي ألحق العديد منها الضرر بالسفن أو أغرقتها بالكامل. أدت السفن مهامها بصورة فعالة في الفترة بين 6 و8 يناير، خلال الهجمات المستمرة عليها، وفي ظروف جوية غير ملائمة، بما في ذلك الأمواج العالية في القاعدة الشرقية للخليج بالقرب من لينغاين خلال 7 يناير، والتي أثرت على الأرجح على الزوارق الأقرب إلى الجانب الشرقي من الخليج. بالإضافة تعرضت مناطق الإنزال لقصف جوي ومدفعي بحري، مع هجوم الكاميكازي في يوم 7 يناير، مع أن قوات الكاميكازي والقاذفات وطائرات الطوربيد المعادية قد أرهبت قوات الحلفاء البحرية في الخليج في طريق إبحارها الطويل من يوم 2 يناير حتى 13 يناير. كتب سميث أن طائرات الحلفاء قد انطلقت من حاملات الطائرات المرافقة «ونفذت من 250 إلى 300 طلعة جوية خلال الفترة من 6 إلى 8 يناير»، وقصفت الأهداف على طول السواحل. أسقطت تلك الطائرات عددًا من طائرات العدو والكاميكازي، إنما تمكن العديد من مرواغتها. كتب إيان دبليو تول أنه في 7 يناير، «استجابة لأوامر عاجلة من الأميرال كينكيد والجنرال ماكارثر، نشر هالسي "بطانيته الزرقاء الكبيرة" على لوزون». وبعد عودتهم إلى سفنهم، ذكر بعض الطيارين «مزاعم عن تدمير ما لا يقل عن خمس وسبعين طائرة يابانية على الأرض». في الثامن من يناير في مدينة لينغاين، وفي ردة فعل على عمليات قصف ما قبل الإنزال، سار الفلبينيون في موكب كامل يغطيه علم الولايات المتحدة والفلبين: أصبحت تلك المنطقة في مأمنٍ من نيران القصف.

### المعركة البرية
كما هو موضح في الخريطة، ففي الساعة 09:30 من يوم 9 يناير 1945، نزل 68,000 جندي بقيادة الجنرال والتر كروغر من الجيش الأمريكي السادس –بعد قصف بحري مدمر– على ساحل خليج لينغاين ولم يواجهوا أي معارضة. في نهاية المطاف، بلغ عدد جنود الإنزال ما مجموعه 203,608 جنديًا خلال الأيام القليلة التالية، وأُنشئ مربط بطول 20 ميلًا (32 كيلو مترًا)، امتد من سوال وسان فابيان في أقصى شرق الخريطة في قاعدة شبه جزيرة بوليانو، غربًا إلى مدينة داغوبان على الخليج (الفيلق الرابع عشر)، ثم باتجاه بلدة لينغاين في أقصى الغرب.